# ريان غياكي
ريان غياكي (6 ديسمبر 1985 بتورونتو في كندا - ) هو لاعب كرة قدم كندي في مركز الوسط. شارك مع منتخب كندا تحت 17 سنة لكرة القدم. أما مع النوادي، فقد لعب مع شيفيلد يونايتد وهانزا روستوك.

## وصلات خارجية
- ريان غياكي على موقع الاتحاد الدولي (مؤرشف)  (الإنجليزية)
- ريان غياكي على موقع قاعدة بيانات كرة القدم.إي يو (الإنجليزية)
- ريان غياكي على موقع عالم كرة القدم.نت (الإنجليزية)